# Trimethylsilyl

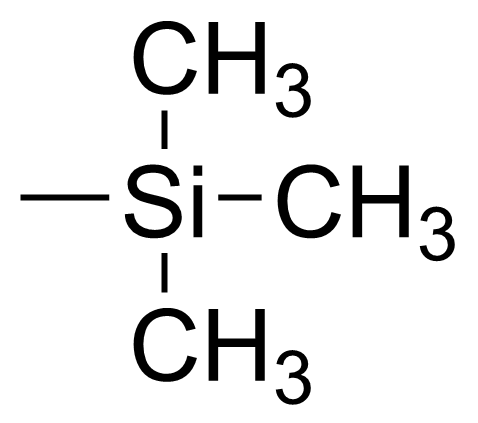

Trimethylsilyl (zkráceně TMS) je funkční skupina se třemi methylovými skupinami navázanými na atom křemíku se vzorcem (CH3)3Si-. Tato skupina bývá nereaktivní a objemná, díky čemuž je využitelná v řadě syntéz.
Trimethylsilylová skupina navázaná na vodík vytváří trimethylsilan, pro který se také používá zkratka TMS.
V přírodě se obvykle trimethylsilylové skupiny nevyskytují. Při organické syntéze se někdy pomocí trimethylsilylačních činidel zavádí do molekul netěkavých sloučenin, jako jsou alkoholy, fenoly a karboxylové kyseliny, kdy nahrazuje vodík v hydroxylu; vznikají tak trimethylsiloxy skupiny. K nejčastějším trimethylsilylačním činidlům patří například trimethylsilylchlorid a bis(trimethylsilyl)acetamid. Trimethylsilylové skupiny v molekulách zvyšují jejich těkavost, díky čemuž lze tyto sloučeniny snadněji analyzovat pomocí plynové chromatografie.
Trimethylsilyl lze také použít jako chránicí skupinu.
V chromatografii se ve stacionárních fázích používají trimethylsilylové skupiny navázané na silanoly.
Vysoce reaktivní sloučeniny je možné izolovat, pokud jsou obklopeny trimethylsilylovými skupinami. Tento jev se objevuje u tetraedranů.

## Super silylové skupiny

Tris(trimethylsilyl)silylová skupina, u tris(trimethylsilyl)silanu: R=H

Trimethylsilylové skupině se podobají „super“ silylové skupiny, které existují ve dvou variantách: křemík s třemi trimethylsilyly vytváří tris(trimethylsilyl)silylovou skupinu (TTMSS nebo TMS3Si), druhou možností je křemík s třemi navázanými terc-butylovými skupinami. Existenci TTMSS navrhl roku 1993 Hans Bock. S Van der Waalsovým objemem kolem 7 krychlových ångströmů převyšuje i TIPS skupinu, u níž jde o přibližně 2 krychlové ångströmy. Má potenciální využití jako dočasný substituent při asymetrické syntéze, například při níže zobrazené diastereoselektivní reakci skládající se ze dvou Mukaijamových aldolových adicí, kdy reagují acetaldehyd a benzofenon, které jsou oba převedeny na silylenolethery reakcí s  tris(trimethylsilyl)silanem a kyselinou trifluormethansulfonovou za vývinu vodíku. Reakci katalyzuje bis(trifluormethan)sulfonimid.
Zkratka TTMSS se rovněž používá pro tris(trimethylsilyl)silan, který je jako reaktant podobný tributylcínu, ovšem je jakožto organická sloučenina cínu toxický. Používá se jako katalyzátor při radikálových redukcích, hydrosilylačních a kaskádových radikálových reakcích.

## Ochrana alkoholů

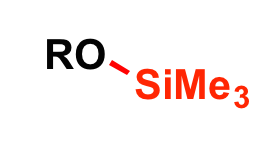

V organické syntéze se trimethylsilylové skupiny používají k ochraně alkoholů.

### Nejčastější způsoby ochrany molekul
- Trimethylsilylchlorid (TMSCl) nebo trimethylsilyltrifluormethansulfonát (TMSOTf) za přítomnosti zásady (například pyridinu, triethylaminu nebo 2,6-lutidinu) v dichlormethanu[8][9][10][11][12]
- TMSCl a sulfid lithný (Li2S) v acetonitrilu

### Nejčastější způsoby odstraňování chránicí skupiny
- Tetrabutylamoniumfluorid v tetrahydrofuranu
- Reakce s kyselinou hexafluorokřemičitou
- Reakce s HCl v THF/vodném roztoku